# Henri Lambert (banquier)
Pour les articles homonymes, voir Henri Lambert et Lambert.
Le baron Henri Lambert, né à Bruxelles le 1er mars 1887 et mort à  Etterbeek le  6 octobre 1933, est un financier qui faisait partie des dirigeants économiques de la Belgique du début du XXe siècle.

## Biographie
Henri Samuel Philippe Gustave Lambert est le fils de Léon Lambert (1851-1919) et de la baronne Zoé Lucie Betty de Rothschild (1863-1916). Il fait ses études à l'Ecole de Commerce fondée par Ernest Solvay (ULB), où il préside le Cercle Commercial (futur Cercle Solvay).
Il épouse en 1927 Johanna de Reininghaus (1899-1960), fille du baron Johann von Reininghaus et de Virginia Atoia Agujari-Karasz, et divorcée du baron Victor von Haynau. De cette union naissent :
- Léon Lambert (1928-1987),
- Philippe Lambert (1930-2011),
- Lucie Lambert (1933-1988).

### Financier et banquier
À la mort de son père Léon Lambert en 1919, Henri Lambert reprend la direction des affaires familiales. Il figure parmi les fondateurs du  Sneta, d'où est issue en 1923 la Sabena. Il crée en 1926 la Banque Henri Lambert, qui deviendra la Banque Lambert. Henri Lambert meurt à l'âge de 46 ans en 1933, des suites d'une opération chirurgicale ; sa femme Johanna de Reininghaus reprend la direction de la banque jusqu'à la majorité de leur fils Léon.

### Collection d'art
Son épouse Johanna de Reininghaus acquiert des tableaux de Pierre Bonnard, Marc Chagall, Joan Miró, Pablo Picasso, qui sont la base de la collection développée par son fils Léon Lambert.

### Le film documentaireUn Voyage au Congo(1924)
Dans la seconde moitié de 1924, financé par son milieu social, Henri Lambert tourne au Congo belge un long-métrage de 74 minutes intitulé « Un voyage au Congo » destiné à rassurer les investisseurs de capital à risque en leur montrant les qualités de la main d'œuvre indigène, les abondantes ressources naturelles de la colonie, les infrastructures de communication en plein progrès, la croissance industrielle impressionnante.
Il filme, avec une maîtrise de l'outil (particulièrement du cadre) étonnante pour un débutant autodidacte, son voyage en bateau, train et voiture, du Maroc au Canal de Suez en passant par Dakar, Banana, Boma, Matadi, Leopoldville, Elisabethville et des brousses encore peu explorées. Villes nouvelles, marchés, gares, chemins de fer en construction, voies navigables, entreprises florissantes, mines, bétail, chasses et curiosités typiques sont mis en évidence.
Ce film sera présenté en 1925 à l'élite financière belge et internationale. Le montage semble avoir été modifié plutôt maladroitement depuis, peut-être après la mort du cinéaste. Ce document a une importante valeur historique.
En 1934, Charles Dekeukeleire filme une expédition  en camion et automobiles, d'Alger jusqu'au Ruanda-Urundi. Le film s'intitule "Terres brûlées" (60 minutes).

## Référence
- Anne-Myriam Dutrieue, Le baron Léon Lambert, un banquier et financier belge d’envergure internationale du XXe siècle, 2010